# Tord Herne
Tord Sven Nils Urban Herne, född 4 juni 1918 i Göteborg, död 1984, var en svensk författare.

## Biografi
Herne avlade realexamen i Karlskrona 1934 och arbetade därefter inom bokhandeln. Han debuterade med romanen Den ointresserade mördaren (1948), som undersöker dunkla psykologiska mekanismer och präglas av en mörk människosyn. Han räknas till den svenska fyrtiotalismen, och var influerad av Dostojevskij, Kafka och Kierkegaard. Han var även verksam i tidskriften Utsikt.
Ytterligare fem romaner utgavs av Herne under 1950-talet samt reseskildringen I Portugal (1961). Han fortsatte därefter att skriva fram till sin död, och ett utdrag ur ett opublicerat verk utgavs postumt i tidskriftsform.

### Privatliv
Herne var son till metodistpastorn Nils Herne och Hildur, född Hauge. Från 1950 var han gift med Dagny, född Åkesson.

## Priser och utmärkelser
- 1950 – Stipendium ur Albert Bonniers stipendiefond för yngre och nyare författare
- 1953 – Boklotteriets stipendiat
- 1959 – Boklotteriets stipendiat